# 分部嘉治
分部 嘉治（わけべ よしはる）は、江戸時代前期の大名。近江国大溝藩2代藩主。分部家3代。官位は従五位下・伊賀守。

## 生涯
寛永4年（1627年）9月11日、初代藩主・分部光信の三男として誕生。兄二人が早世したために世嗣となり、寛永20年（1643年）に父が死去したことにより、3月26日に遺領を継いだ。4月18日、徳川家光に御目見し、12月29日に従五位下伊賀守に叙任。正保元年（1645年）4月26日に初めて領国入りのための暇を得る。
正保3年（1647年）には、大溝藩領小川村（現在の高島市安曇川町上小川）出身の陽明学者中江藤樹を招いている。藤樹は大溝藩士別所友武の娘・布里と再婚し、慶安元年（1648年）春には小川村に藤樹書院を落成させた。同年8月25日に藤樹が没したのち、門弟の中川謙叔らは祠堂に集まって3年の喪に服そうとしたが、大溝藩は彼らに立ち退きを命じ、弟子たちは離散した（藤樹書院の解散）:6。謙叔は大溝藩主（嘉治）を強い表現で批判する文章を残している:6-7。藤樹の「心学」（陽明学）を忌避した江戸幕府が大溝藩を通して藤樹書院の解散を命じたとする説があるが、実際に幕府の命令があったかは明確ではない:7。
明暦4年（1658年）7月9日、大溝において妻の叔父である池田長重と対談中に刃傷沙汰となった。長重は、もとは兄である池田長常（備中松山藩主）の家臣であったが、当時は浪人となって京都で暮らしていた。長重が大溝に赴いて嘉治と面会したのであるが、夜に入って互いに刀を抜いての斬り合いになった（『寛政譜』では、長重が「故なく」斬りかかり、嘉治も応戦したと記している）。長重は斬殺され、嘉治も翌10日に傷が元で命を落とした。享年32。
家臣の和田主殿・原田左近・別所七郎左衛門らの働きにより、長男・嘉高（11歳）の家督相続が認められた。和田・原田・別所の3名は嘉治に殉死し、その墓は嘉治の墓の近くに設けられた。

## 系譜
特記事項のない限り、『寛政重修諸家譜』による。子の続柄の後に記した ( ) 内の数字は、『寛政譜』の記載順。
- 父：分部光信
- 母：酒井重忠の娘
- 正室：池田長常の次女
  - 女子(1)：一柳直治正室
  - 長男(2)：分部嘉高

### 補足
- 分部家を継いだ嘉高は実子がないまま死去しており、末期養子として嘉治正室のいとこにあたる信政（池田長重の兄にあたる旗本池田長信の三男）を迎えている。